# Jones Mitchell Withers
Pour les articles homonymes, voir Withers.
Jones Mitchell Withers (12 janvier 1814 - 13 mars 1890) est un officier de l'armée des États-Unis qui a combattu lors la guerre américano-mexicaine et plus tard a servi comme major général confédéré pendant la guerre de Sécession. Il est également avocat, politicien et homme d'affaires de l'État de l'Alabama.

## Avant la guerre
Withers naît en 1814 à Huntsville, situé à la fois dans le comté de Madison et le comté de Limestone, Alabama. Il est un fils de John Wright Withers, un planteur de Virginie et de Marie Herbert Jones. Il est d'origine anglaise. Whiters fait ses études à la Greene Academy à Huntsville. En 1831, il entre à l'académie militaire à West Point, et est diplômé quatre ans plus tard, 44e sur 56 cadets. Il est breveté second lieutenant dans le 1st U.S. Dragoons le 1er juillet 1835. Il est affecté à Fort Leavenworth, au Kansas, et démissionne, l'année suivante, le 5 décembre 1836,.
Après sa démission, Withers commence la pratique du droit en Alabama. En 1836, il entre dans la milice de l'État, et il devient plus tard courtier en coton. Le 12 janvier 1837, Withers épouse Rebecca Eloise Forney, et le couple a dix enfants ensemble. Il est admis au barreau de l'Alabama en 1838. Pendant la guerre américano-mexicaine, Withers est nommé lieutenant colonel dans l'armée des États-Unis le 3 mars 1847, et est affecté dans le 13th U.S. Infantry (en). Il est promu colonel le 13 septembre 1848 dans le 9th U.S. Infantry, et démissionne le 23 mai 1848.
Withers retourne en Alabama à la fin de la guerre contre le Mexique et y devient un marchand, avant d'entrer en politique locale. Il sert d'abord dans l'assemblée législative de l'État de l'Alabama, puis, en 1855, il est élu à la chambre des Représentants des États-Unis. De 1858 à 1861, Withers est maire de Mobile, en Alabama.

## Guerre de Sécession
Pendant la guerre de Sécession, Withers choisit de suivre son état d'origine et la cause confédérée, et entre dans l'armée des États confédérés en 1861. Il est nommé colonel du 3rd Alabama Infantry le 28 avril 1861, et sert brièvement comme commandant du département de Norfolk, en mai 1861. Withers est promu au brigadier général le 10 juillet 1861, et commence son service sur le théâtre occidental à l'automne.
Withers commande le district de l'Alabama, du 12 septembre 1861 au 27 janvier 1862. Son commandement est re-désigné comme l'armée de Mobile du 27 janvier jusqu'au 5 février 1862, et devient la 2e division du deuxième corps d'armée de l'armée du Mississippi, le 29 mars 1862. Withers combat lors de la bataille de Shiloh dans le Tennessee le 6 avril 1862, et est promu major général à compter de cette date. Il commande le corps de réserve de l'armée du Mississippi du 30 juin au 18 août 1862 - désigné par la suite comme la « Withers' Division » dans « l'aile droite » jusqu'au 20 novembre 1862.

L'armée du Mississippi est rebaptisée armée du Tennessee, le 20 novembre 1862, et Withers mène sa 2nd division avec distinction lors de la bataille de Stones River du 31 décembre 1862 au 2 janvier 1863. Sa conduite lors des combats est saluée par son chef de corps, le lieutenant général Leonidas Polk, ainsi que par le commandant de l'armée, le général Braxton Bragg. Un récit de sa performance à Stones River (également appelé Murfreesboro) est le suivant : 

« Lors de la bataille de Murfreesboro, sa division était postée à l'ouest de la rivière, et constituait la division centrale de l'armée, sa droite étant le pivot sur lequel le mouvement de l'armée s'est appuyé avec succès le 29 décembre. Sa compétence et sa bravoure dans la bataille ont été grandement louées par Polk et Bragg. Sa division a dû faire le travail le plus dangereux et difficile de la journée, et ils ont combattu noblement, mais avec de terribles pertes de 2500 hommes sur les 7700 engagés  »

Withers commande sa division jusqu'à ce qu'il démissionne de l'armée confédérée le 13 juillet 1863, mais est rapidement rétabli à son rang de major général une semaine plus tard. Il reçoit le commandement du district de l'Alabama du Nord, dans le département de l'Alabama, du Mississippi, et de Louisiane orientale du 6 février au 27 juillet 1864. Puis, il commande les forces de réserve de l'Alabama, du 30 avril au 4 mai 1865. Il est libéré sur parole à Meridian, Mississippi, le 11 mai, après la reddition du département et la fin de la guerre.

## Après la guerre
Withers est gracié par le gouvernement des États-Unis le 28 décembre 1865, et retourne à la vie civile, dans l'Alabama. Withers reprend son travail d'avocat, et devient courtier en coton et l'éditeur du journal Tribune de Mobile. Brièvement, en 1867, Withers est une fois de plus le maire de la ville de Mobile, et de 1878 à 1879, il est trésorier de la ville. Withers meurt en 1890, à Mobile, et est enterré dans le cimetière de Magnolia.